# Culicivora caudacuta
Culicivora caudacuta là một loài chim trong họ Tyrannidae.